# 英国-伊拉克朴次茅斯条约
英国-伊拉克朴次茅斯条约是伊拉克和英国于1948年1月15日在朴茨茅斯签署的条约。
第二次世界大战期间，英国為推翻亲轴心国的1941年伊拉克政變，於是派兵占领伊拉克。兩國於1948年簽署條約。根据条约，規定英国要从伊拉克撤军，不過英國有權干預伊拉克的軍事，而且伊拉克的外交要聽從英國。 7月14日革命爆發，費薩爾二世被殺。之後英国-伊拉克朴次茅斯条约被废除。 